# Cerro Michincha
Le Cerro Michincha est un volcan situé sur la frontière entre la Bolivie et le Chili. Mal connu, il est constitué d'un stratovolcan culminant à 5 305 mètres d'altitude.

## Géographie
Le Cerro Michincha est situé dans le Nord du Chili et dans le Sud-Ouest de la Bolivie, sur la frontière entre ces deux pays. Administrativement, il se trouve dans la province bolivienne de Nor Lípez du département de Potosí au nord et dans la province chilienne du Tamarugal de la région d'Tarapacá au sud. Le volcan est entouré à l'est par l'Olca, au nord et au sud-ouest par des salars et la mine d'Ujina au sud-ouest.
Il s'agit d'un stratovolcan culminant à 5 305 mètres d'altitude.

## Histoire
L'histoire éruptive du Cerro Minchincha est mal connue, sa dernière éruption s'étant produite à une date inconnue.